# Katherina Reiche
Katherina Reiche, född 16 juli 1973 i Luckenwalde, är en tysk politiker (CDU). Hon var ledamot av Tysklands förbundsdag 1998–2015.